# Sư tử có túi
Sư tử có túi (danh pháp hai phần: Thylacoleo carnifex, "sư tử có túi sát nhân" từ gốc tiếng Latinh thylakos - túi, leo - sư tử, carnifex - kẻ giết người, đồ tể) là một loài thú ăn thịt đã tuyệt chủng, thuộc cận lớp thú có túi (Marsupialia) sống ở Australia trong khoảng từ Tiền tới Hậu Pleistocen (1.600.000 – 46.000 năm trước). Mặc dù gọi là sư tử nhưng chúng không có họ hàng với sư tử. Giống như những loài thú có túi còn tồn tại, chúng là thành viên của bộ Hai răng cửa.

## Hình ảnh

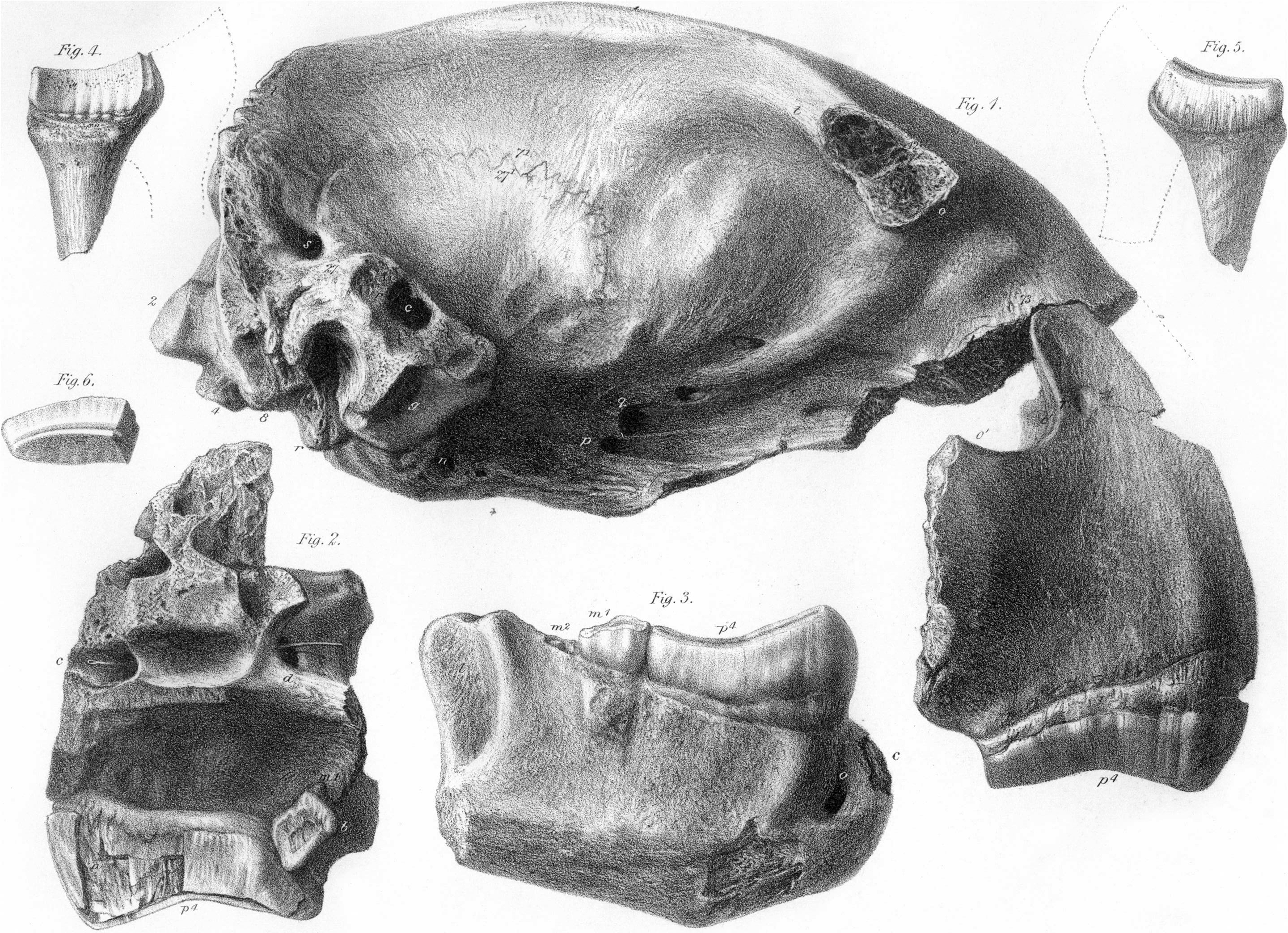
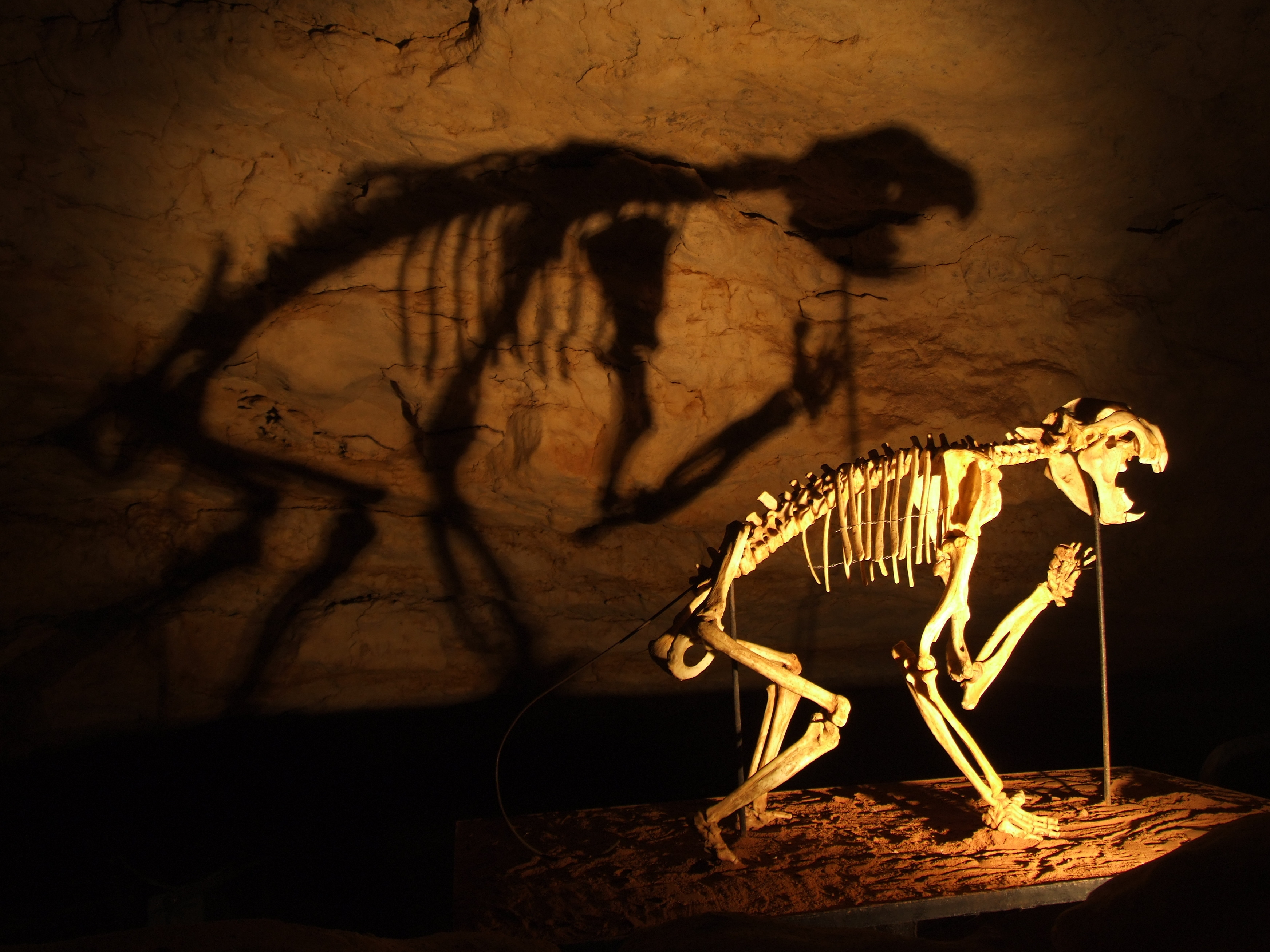
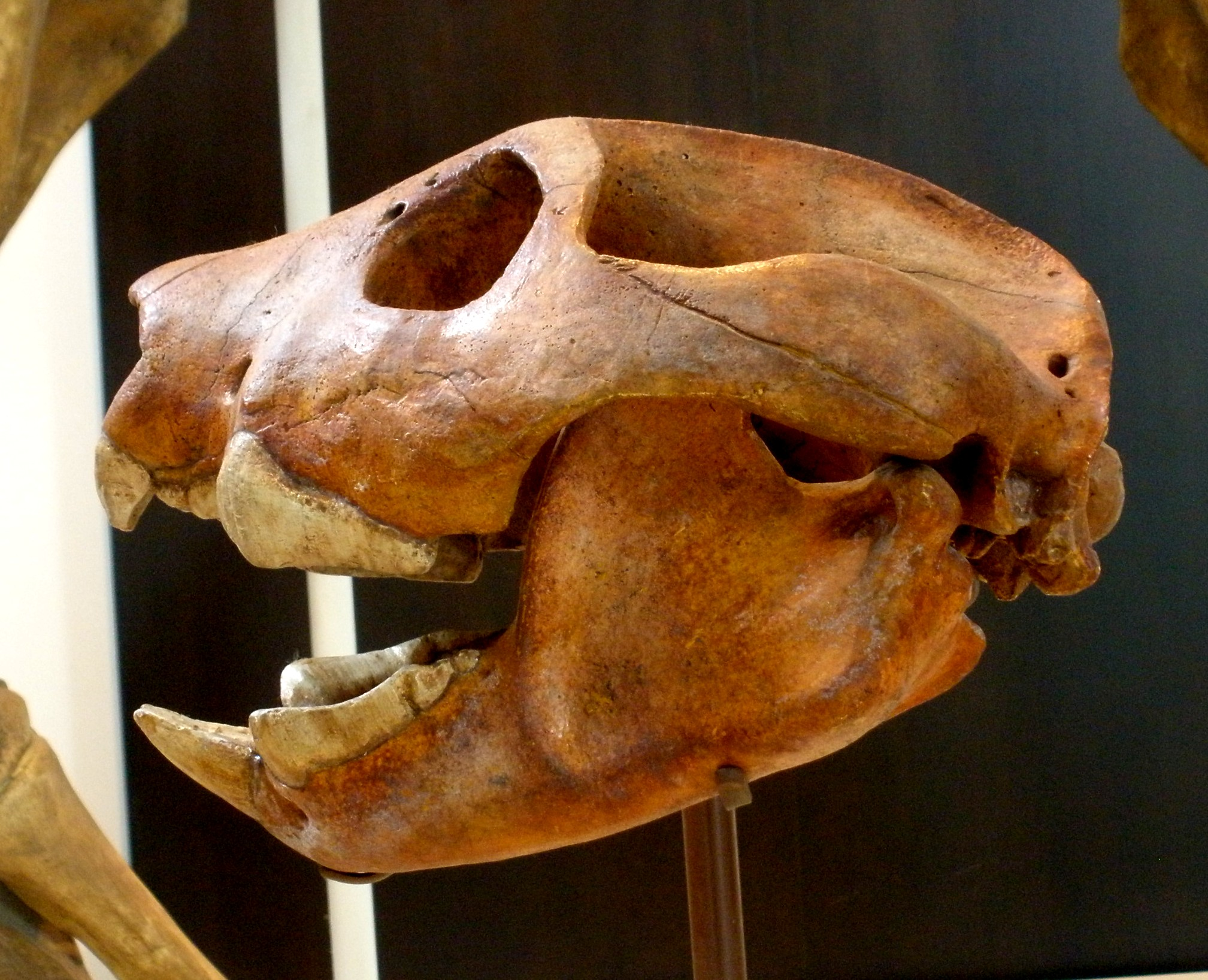